# Attlerau
Der Weiler Attlerau ist ein Gemeindeteil der Stadt Wasserburg am Inn im oberbayerischen Landkreis Rosenheim.

## Geografie
Attlerau befindet sich etwa fünf Kilometer südwestlich von Wasserburg auf einer Höhe von 432 m ü. NHN.

## Geschichte
Der im 19. Jahrhundert entstandene Ort wurde ein Bestandteil der Landgemeinde Attel. Diese war mit den  Verwaltungsreformen zu Beginn des 19. Jahrhunderts im Königreich Bayern entstanden und zu ihr gehörten auch die Gemeindeteile Au, Elend, Gabersee, Gern, Heberthal, Kobl, Kornberg, Kroit, Limburg, Osterwies, Reisach, Reitmehring, Rottmoos, Seewies, Staudham und Viehhausen. Im Zuge der kommunalen Gebietsreform in Bayern in den 1970er-Jahren wurde Attlerau im Jahr 1978 zusammen mit dem größten Teil der Gemeinde Attel in die Stadt Wasserburg eingegliedert. Im Jahr 2012 zählte Attlerau 22 Einwohner.

## Verkehr
Die Anbindung an das öffentliche Straßennetz wird durch mehrere Gemeindestraßen hergestellt, die Attlerau unter anderem mit der etwa 700 Meter westlich des Ortes vorbeiführenden Bundesstraße 15 verbinden.